# Rosthättad skogstrast
Rosthättad skogstrast (Catharus frantzii) är en fågel i familjen trastar inom ordningen tättingar.

## Utseende och läte

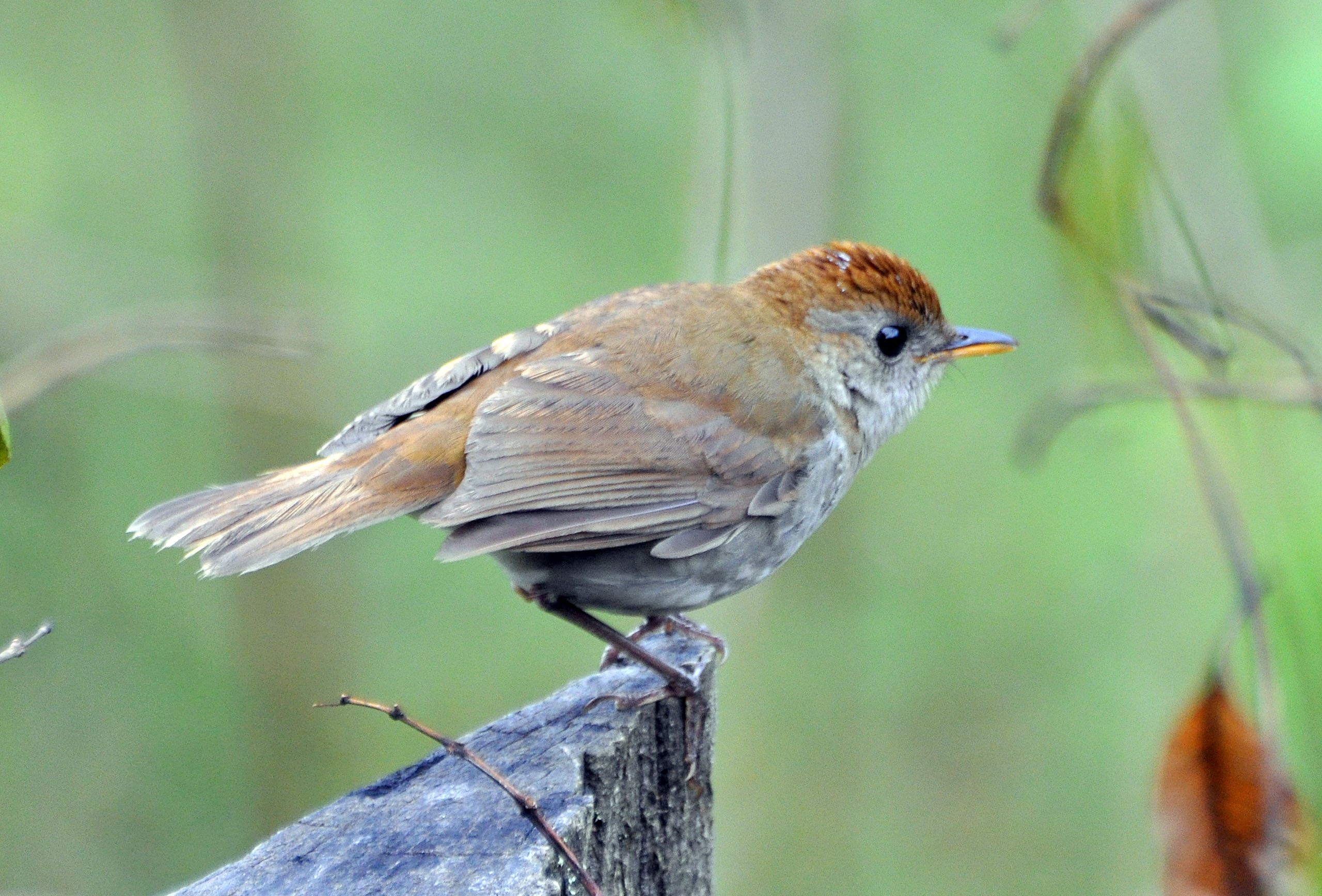
Rosthättad skogstrast i Savegredalen i Costa Rica.

Rosthättad skogstrast är en 15 cm lång fågel med en vikt på 28 gram. Adulta fågeln har olivbrun ovansida, rostfärgad hjässa och nacke, ljusgrå undersida (mot buken vitaktig) och orangefärgad undre näbbhalva. Ungfågeln är mörkare i ansiktet och brunaktig på flanker och bröst. Vidare har den ljusa centra på ovansidans fjädrar och mörka band eller fläckar på buken. Sången är en vacker och fyllig vissling, "shee-vee-li-ee-ree", medan lätet är ett ljust och tunt "seet" eller "whooeet".

## Utbredning och systematik
Rosthättad skogstrast förekommer i bergstrakter i Centralamerika och delas in i sju underarter med följande utbredning:
- Catharus frantzii frantzii – västra Jalisco till centrala Michoacán, centrala Mexiko och Morelos
- Catharus frantzii confusus – sydöstra San Luis Potosí till nordöstra Hidalgo, nordöstra Puebla och norra Oaxaca
- Catharus frantzii nelsoni – södra Mexiko (sydvästra Guerrero till sydöstra Oaxaca)
- Catharus frantzii chiapensis – södra Mexiko (centrala Chiapas)
- Catharus frantzii juancitonis – södra Mexiko (södra Chiapas) till Guatemala och Honduras
- Catharus frantzii waldroni – norra Nicaragua
- Catharus frantzii wetmorei – Costa Rica och västra Panama (Chiriquí)

International Ornithological Congress (IOC) har en annan indelning, där confusus inkluderas i nelsoni samtidigt som två andra underarter urskiljs, omiltemensis och alticola, med utbredning i sydvästra Mexiko respektive sydöstra Chiapas i södra Mexiko till södra Guatemala.

## Levnadssätt
Rosthättad skogstrast hittas i undervegetationen i fuktig bergsbelägen skog med ek och barrträd, vanligen på mellan 1350 och 3500 meters höjd. Den födosöker vanligen på marken genom att på traditionellt trastmanér vända på torra löv efter insekter och spindlar. Den kan också ta små frukter.

### Häckning
Det skålformade boet placeras en till fyra meter upp i tät undervegetation, ofta nära vattnet. Däri lägger den två gråaktiga eller grönblå ägg med bruna fläckar som ruvas av honan i 15-16 dagar. Ungarna matas sedan av båda föräldrar i ytterligare 14–16 dagar innan de lämnar boet.

## Status och hot
Arten har ett stort utbredningsområde, men tros minska i antal, dock inte tillräckligt kraftigt för att den ska betraktas som hotad. Internationella naturvårdsunionen IUCN listar arten som livskraftig (LC). Beståndet uppskattas till i storleksordningen 50 000 till en halv miljon individer.

## Taxonomi och namn
Arten beskrevs för första gången av den tyske ornitologen Jean Cabanis 1861. Fågelns vetenskapliga artnamn hedrar Alexander von Frantzius (1821-1877), tysk läkare, naturforskare och samlare av specimen, verksam bland annat i Costa Rica 1853–1868.